# David Fox
Pour les articles homonymes, voir Fox.
David Fox est un concepteur et programmeur de jeux vidéo américain né à San Francisco et principalement connu pour son travail de concepteur au sein du studio LucasArts sur les jeux Rescue on Fractalus!, Labyrinth: The Computer Game et Zak McKracken and the Alien Mindbenders.
En 1977, David Fox et sa femme Annie fondent le premier centre d’accès public a des micro-ordinateurs au monde à San Rafael en Californie. En 1981, ils quittent cet organisme à but non lucratif et en confie la gestion à une nouvelle équipe. Au cours de l’été 1982, David termine d’écrire un livre consacré à la création d’animation sur Atari 800, intitulé Computer Animation Primer, puis découvre qu’Atari vient d’entrer au capital de Lucasfilm pour y créer un studio de jeu vidéo, Lucasfilm Games. David Fox est alors recruté par Loren Carpenter en tant que premier employé du studio. Au cours de ses trois premiers mois en poste, Fox partage son bureau avec Loren Carpenter qui développe à l’époque un moteur graphique permettant de générer des paysages montagneux en utilisant des fractales. Fox travail d’abord à adapter ce système pour l’Atari 800 puis commence à concevoir un jeu susceptible de tirer parti de la technologie développée par Loren. Lucasfilm Games met ensuite sur pied une équipe pour développer le jeu qu’il baptise Rescue on Fractalus! et qui est publié en 1984,. En 1985, Lucasfilm Games lui confie la conception de Labyrinth: The Computer Game, un jeu d’aventure basé sur le film Labyrinthe. Dans ce cadre, il met notamment au point une nouvelle interface graphique destinées à remplacer l’interface en ligne de commande habituellement utilisées dans les jeux d’aventures. Ce système a notamment influencé les concepteurs de Maniac Mansion en posant les bases de son interface en pointer-et-cliquer. Après la sortie de Labyrinth en 1987, il assiste Ron Gilbert dans le développement de Maniac Mansion en attendant de se voir confier un nouveau projet. Il utilise notamment le moteur SCUMM pour créer les pièces de la maison du jeu et écrit les dialogues et une partie du script. Après avoir terminé son travail sur Maniac Mansion, et ainsi avoir appris à se servir du moteur de jeu SCUMM, il décide très vite de réutiliser celui-ci pour créer son propre jeu d’aventure. Son idée de départ est de créer un jeu s’inspirant des théories New Age et dans lequel le joueur doit faire face à toutes sortes de choses bizarres. Il est également influencé par ses autres thèmes favoris comme la science-fiction, les comédies, les extraterrestres et les phénomènes psychiques. Le jeu est baptisé Zak McKracken and the Alien Mindbenders et est publié en 1988. Après sa sortie, David Fox participe à la conception de Indiana Jones et la Dernière Croisade avec Noah Falstein et Ron Gilbert.  Il travaille ensuite comme producteur sur un jeu intitulé Pipe Dream puis devient directeur des opérations de LucasArts. Il quitte ce poste au bout d’un an pour revenir au développement de jeux vidéo. Il travaille ensuite pendant deux ans comme concepteur sur le « projet Mirage » avant de quitter le studio. 
Après son départ, il travaille notamment avec les studios Rocket Science Games, TalkCity et Xulu Entertainment et participe à plusieurs projets en tant que producteur, concepteur ou consultant. En décembre 2014, il rejoint Ron Gilbert et Gary Winnick sur le développement d’un nouveau jeu d’aventure baptisé Thimbleweed Park.  

## Travaux
- 1984 : Rescue on Fractalus! (concepteur)
- 1986 : Labyrinth: The Computer Game (concepteur)
- 1987 : Maniac Mansion (script et dialogues)
- 1988 : Zak McKracken and the Alien Mindbenders (concepteur)
- 1989 : Indiana Jones and the Last Crusade: The Graphic Adventure (concepteur)
- 2017: Thimbleweed Park (script)